# Angus Groom
Angus Groom (Glasgow, 16 de junio de 1992) es un deportista británico que compite en remo.
Participó en dos Juegos Olímpicos de Tokio 2020, obteniendo una medalla de plata en Tokio 2020, en la prueba de cuatro scull, y el quinto lugar en Río de Janeiro 2016, en la misma prueba. Ganó una medalla de bronce en el Campeonato Europeo de Remo de 2019.

## Palmarés internacional
| Juegos Olímpicos   | Juegos Olímpicos | Juegos Olímpicos  | Juegos Olímpicos |
| Año                | Lugar            | Medalla           | Prueba           |
| ------------------ | ---------------- | ----------------- | ---------------- |
| 2020               | Tokio (Japón)    | Medalla de plata  | Cuatro scull     |
| Campeonato Europeo |                  |                   |                  |
| Año                | Lugar            | Medalla           | Prueba           |
| 2019               | Lucerna (Suiza)  | Medalla de bronce | Cuatro scull     |